# Isztadewata
Isztadewata (sanskryt: iṣṭadevatā, "ulubione bóstwo") – klasa bóstw opiekuńczych w hinduizmie. Isztadewata to  indywidualne, ulubione bóstwo, z którym dana osoba ma szczególny związek, czczone niezależnie od uznawania różnych innych bóstw opiekuńczych czczonych przez społeczność (rodzinę, wieś, kraj). Postać spełniająca funkcję podpory działań na drodze duchowej.

## Etymologia
Słowo iśta przybiera w sanskrycie znaczenia ukochany, życzenie. 
Drugi człon to bóg dewa.
Herbert Ellinger podaje przekład całego terminu isztadewata jako wybrany ideał.

## Znaczenie
Jest to pojęcie ważne zwłaszcza w tradycji bhakti a także w smartyzmie, gdzie jednak wybór jest ograniczony do pięciu głównych bóstw. Nawet o obrębie jednego nurtu, np. wisznuizmu, czci się zazwyczaj jeden z jego awatarów – najczęściej Krysznę lub Ramę, w śaktyzmie konkretną manifestację Bogini, jak Kali lub Durgę lub Lakszmi, traktując przy tym pozostałych bogów jako inne aspekty tego samego bóstwa. Isztadewatą mogłby być również guru lub wielka duchowa postać.